# Jan Kopecký
Jan Kopecký (Opočno, 28 gennaio 1982) è un pilota di rally ceco.

## Carriera
All'età di 11 anni inizia a correre nei kart, dopodiché continua a correre in circuito vincendo nel 2000 la Ford Fiesta Cup e la Škoda Pick-up Freestyle Cup e nel 2001 la Škoda Octavia Cup. Sempre nel 2001 ottiene la vittoria del campionato sprintrally ceco nella classe A7.
Nella stagione 2002 avviene il debutto nel mondiale WRC in Germania su Toyota Corolla WRC, gara che si conclude con un ritiro. Nel 2003 prende parte a tre gare del mondiale, in Germania conclude 20º assoluto con la Škoda Octavia WRC, mentre in Finlandia conclude al 32º posto con una Mitsubishi Lancer Evo VII.
Nella stagione 2004 si aggiudica il campionato nazionale, e nel 2005 riesce a cogliere il suo primo punto mondiale al Rally di Catalogna con un 8º posto con la Škoda Fabia WRC.
Nel 2006 e 2007 disputa il WRC con sempre con la Škoda Fabia WRC, raccogliendo come migliori risultati un 5º posto in Spagna (2006) e Germania (2007).
Nel 2009 porta al debutto la Škoda Fabia S2000 nell'Intercontinental Rally Challenge cogliendo due vittorie (Asturie e Barum) e tre secondi posti (Azzorre, Ypres e Russia), chiudendo il campionato al secondo posto dietro all'inglese Kris Meeke.
Nel 2010 si divide tra IRC e Campionato Italiano Rally, nel primo occupa la seconda posizione assoluta dopo la vittoria alle Canarie e i podi in Sardegna e Argentina (terzo), mentre nel CIR arriva al successo nel Rally del Salento e si piazza al terzo posto in classifica.
Nella stagione 2011 ha partecipato all'Intercontinental Rally Challenge (IRC), per la scuderia Škoda Motorsport, classificandosi di nuovo al secondo posto assoluto alle spalle del campione Andreas Mikkelsen. Nel 2012 si conferma al secondo posto in classifica, sempre alle spalle di Mikkelsen.
La stagione del 2013, risulta essere tra le migliori della sua carriera da pilota, in quanto riesce ad aggiudicarsi il Campionato europeo di Rally, battendo di diversi punti piloti del calibro di Breen e Bouffier.
Si tratterà della sua vera ultima partecipazione al campionato europeo, in quanto le successive apparizioni saranno solo di qualche gara per ogni stagione.
Due anni dopo la vittoria dell'ERC, torna una sua netta presenza a livello mondiale, nel campionato WRC2, ottenendo fantastici risultati fin dalle prime gare. Vari successi di gruppo che lo porteranno nel 2018,  a bordo di una Skoda Fabia R5, alla vittoria mondiale WRC2 di classe, portando a casa in quasi tutte le gare la vittoria di classe e quindi di gruppo, ottenendo tra l'altro diversi punti nel mondiale piloti assoluto.

## Palmarès
- World Rally Championship-2: 1
2018 su Skoda Fabia R5

### Vittorie nel mondiale rally

#### WRC-2
| Nº | Anno | Rally                | Copilota      | Vettura        | Squadra             |
| -- | ---- | -------------------- | ------------- | -------------- | ------------------- |
| 1  | 2015 | Rally di Germania    | Pavel Dresler | Škoda Fabia R5 | Škoda Motorsport    |
| 2  | 2016 | Rally di Catalogna   | Pavel Dresler | Škoda Fabia R5 | Škoda Motorsport    |
| 3  | 2017 | Rally di Sardegna    | Pavel Dresler | Škoda Fabia R5 | Škoda Motorsport II |
| 4  | 2018 | Rally di Monte Carlo | Pavel Dresler | Škoda Fabia R5 | Škoda Motorsport II |
| 5  | 2018 | Tour de Corse        | Pavel Dresler | Škoda Fabia R5 | Škoda Motorsport II |
| 6  | 2018 | Rally di Sardegna    | Pavel Dresler | Škoda Fabia R5 | Škoda Motorsport II |
| 7  | 2018 | Rally di Germania    | Pavel Dresler | Škoda Fabia R5 | Škoda Motorsport II |
| 8  | 2018 | Rally di Turchia     | Pavel Dresler | Škoda Fabia R5 | Škoda Motorsport II |

#### WRC-2 Pro
| Nº | Anno | Rally             | Copilota      | Vettura                | Squadra          |
| -- | ---- | ----------------- | ------------- | ---------------------- | ---------------- |
| 1  | 2019 | Rally di Germania | Pavel Dresler | Škoda Fabia Rally2 Evo | Škoda Motorsport |

### Vittorie nell'europeo rally
| Nº | Anno | Rally                     | Copilota      | Vettura                | Squadra                  |
| -- | ---- | ------------------------- | ------------- | ---------------------- | ------------------------ |
| 1  | 2010 | Rally di Ypres            | Petr Starý    | Škoda Fabia S2000      | Škoda Motorsport         |
| 2  | 2010 | Rally di Madera           | Petr Starý    | Škoda Fabia S2000      | Škoda Motorsport         |
| 3  | 2013 | Rally Jänner              | Pavel Dresler | Škoda Fabia S2000      | Škoda Motorsport         |
| 4  | 2013 | Rally delle Isole Canarie | Pavel Dresler | Škoda Fabia S2000      | Škoda Motorsport         |
| 5  | 2013 | Rally delle Azzorre       | Pavel Dresler | Škoda Fabia S2000      | Škoda Motorsport         |
| 6  | 2013 | Rally Sibiului            | Pavel Dresler | Škoda Fabia S2000      | Škoda Motorsport         |
| 7  | 2013 | Rally Barum Zlín          | Pavel Dresler | Škoda Fabia S2000      | Škoda Motorsport         |
| 8  | 2013 | Rally di Croazia          | Pavel Dresler | Škoda Fabia S2000      | Škoda Motorsport         |
| 9  | 2015 | Rally Barum Zlín          | Pavel Dresler | Škoda Fabia R5         | Škoda Motorsport         |
| 10 | 2016 | Rally Barum Zlín          | Pavel Dresler | Škoda Fabia R5         | Škoda Motorsport         |
| 11 | 2017 | Rally Barum Zlín          | Pavel Dresler | Škoda Fabia R5         | Škoda Motorsport         |
| 12 | 2018 | Rally Barum Zlín          | Pavel Dresler | Škoda Fabia R5         | Škoda Motorsport         |
| 13 | 2019 | Rally Barum Zlín          | Pavel Dresler | Škoda Fabia Rally2 evo | Škoda Motorsport         |
| 14 | 2021 | Rally Barum Zlín          | Jan Hloušek   | Škoda Fabia Rally2 evo | Agrotec Škoda Rally Team |
| 15 | 2022 | Rally Barum Zlín          | Jan Hloušek   | Škoda Fabia Rally2 evo | Agrotec Škoda Rally Team |
| 16 | 2023 | Rally Barum Zlín          | Jan Hloušek   | Škoda Fabia RS Rally2  | Agrotec Škoda Rally Team |

## Risultati del mondiale rally

### WRC
| 2002 | Scuderia                    | Vettura            |  |  |  |  |  |  |  |  |  |     |  |  |  |  |  |  | Punti | Pos. |
| ---- | --------------------------- | ------------------ |  |  |  |  |  |  |  |  |  | --- |  |  |  |  |  |  | ----- | ---- |
| 2002 | Matador Czech National Team | Toyota Corolla WRC |  |  |  |  |  |  |  |  |  | Rit |  |  |  |  |  |  | 0     |      |

| 2003 | Scuderia | Vettura                                       |  |  |  |  |  |  |  |    |    |  |  |  |  |     |  |  | Punti | Pos. |
| ---- | -------- | --------------------------------------------- |  |  |  |  |  |  |  | -- | -- |  |  |  |  | --- |  |  | ----- | ---- |
| 2003 |          | Škoda Octavia WRC e Mitsubishi Lancer Evo VII |  |  |  |  |  |  |  | 20 | 32 |  |  |  |  | Rit |  |  | 0     |      |

| 2004 | Scuderia         | Vettura         |  |  |  |  |  |  |  |  |  |  |  |  |  |  |     |  | Punti | Pos. |
| ---- | ---------------- | --------------- |  |  |  |  |  |  |  |  |  |  |  |  |  |  | --- |  | ----- | ---- |
| 2004 | Škoda Motorsport | Škoda Fabia WRC |  |  |  |  |  |  |  |  |  |  |  |  |  |  | Rit |  | 0     |      |

| 2005 | Scuderia         | Vettura                   |  |    |  |  |  |  |  |  |  |  |     |  |  |    |   |  | Punti | Pos. |
| ---- | ---------------- | ------------------------- |  | -- |  |  |  |  |  |  |  |  | --- |  |  | -- | - |  | ----- | ---- |
| 2005 | Škoda Motorsport | Mitsubishi Lancer Evo VII |  | 37 |  |  |  |  |  |  |  |  | Rit |  |  | 12 | 8 |  | 1     | 24º  |

| 2006 | Scuderia               | Vettura         |    |    |  |   |    |  |    |    |   |   |  |  |     |  |  |    | Punti | Pos. |
| ---- | ---------------------- | --------------- | -- | -- |  | - | -- |  | -- | -- | - | - |  |  | --- |  |  | -- | ----- | ---- |
| 2006 | Czech Rally Team Škoda | Škoda Fabia WRC | 11 | 13 |  | 5 | 10 |  | 17 | 16 | 7 | 8 |  |  | Rit |  |  | 10 | 7     | 15º  |

| 2007 | Scuderia                 | Vettura         |   |    |   |  |    |  |     |   |     |   |  |     |   |  |  |    | Punti | Pos. |
| ---- | ------------------------ | --------------- | - | -- | - |  | -- |  | --- | - | --- | - |  | --- | - |  |  | -- | ----- | ---- |
| 2007 | Czech Rally Team Kopecký | Škoda Fabia WRC | 8 | 10 | 8 |  | 20 |  | Rit | 7 | Rit | 5 |  | Rit | 7 |  |  | 12 | 10    | 12º  |

| 2008 | Scuderia | Vettura                   |  |  |     |  |  |  |  |  |  |  |  |  |  |  |  |  | Punti | Pos. |
| ---- | -------- | ------------------------- |  |  | --- |  |  |  |  |  |  |  |  |  |  |  |  |  | ----- | ---- |
| 2008 |          | Abarth Grande Punto S2000 |  |  | Rit |  |  |  |  |  |  |  |  |  |  |  |  |  | 0     |      |

| 2015 | Scuderia         | Vettura        |  |  |  |  |  |   |  |  |    |  |  |    |  |  |  |  | Punti | Pos. |
| ---- | ---------------- | -------------- |  |  |  |  |  | - |  |  | -- |  |  | -- |  |  |  |  | ----- | ---- |
| 2015 | Škoda Motorsport | Škoda Fabia R5 |  |  |  |  |  | 9 |  |  | 13 |  |  | 10 |  |  |  |  | 3     | 25º  |

| 2016 | Scuderia         | Vettura        |  |  |  |  |    |    |  |  |   |   |    |   |    |  |  |  | Punti | Pos. |
| ---- | ---------------- | -------------- |  |  |  |  | -- | -- |  |  | - | - | -- | - | -- |  |  |  | ----- | ---- |
| 2016 | Škoda Motorsport | Škoda Fabia R5 |  |  |  |  | 19 | 10 |  |  | 9 | C | 12 | 8 | 16 |  |  |  | 7     | 19º  |

| 2017 | Scuderia         | Vettura        |   |  |  |    |  |  |    |  |  |    |   |  |  |  |  |  | Punti | Pos. |
| ---- | ---------------- | -------------- | - |  |  | -- |  |  | -- |  |  | -- | - |  |  |  |  |  | ----- | ---- |
| 2017 | Škoda Motorsport | Škoda Fabia R5 | 8 |  |  | 16 |  |  | 10 |  |  | 11 | 9 |  |  |  |  |  | 7     | 16º  |

| 2018 | Scuderia            | Vettura        |    |  |  |   |  |  |   |  |   |   |  |    |  |  |  |  | Punti | Pos. |
| ---- | ------------------- | -------------- | -- |  |  | - |  |  | - |  | - | - |  | -- |  |  |  |  | ----- | ---- |
| 2018 | Škoda Motorsport II | Škoda Fabia R5 | 10 |  |  | 8 |  |  | 8 |  | 9 | 7 |  | 13 |  |  |  |  | 17    | 15º  |

| 2019 | Scuderia         | Vettura            |  |  |  |  |  |  |   |    |  |    |    |    |    |  |  |  | Punti | Pos. |
| ---- | ---------------- | ------------------ |  |  |  |  |  |  | - | -- |  | -- | -- | -- | -- |  |  |  | ----- | ---- |
| 2019 | Škoda Motorsport | Škoda Fabia R5 Evo |  |  |  |  |  |  | 8 | 10 |  | 11 | 11 | 18 | 11 |  |  |  | 5     | 19º  |

| 2020 | Scuderia     | Vettura                |  |  |  |  |  |  |    |  |  |  |  |  |  |  |  |  | Punti | Pos. |
| ---- | ------------ | ---------------------- |  |  |  |  |  |  | -- |  |  |  |  |  |  |  |  |  | ----- | ---- |
| 2020 | Toksport WRT | Škoda Fabia Rally2 Evo |  |  |  |  |  |  | 13 |  |  |  |  |  |  |  |  |  | 0     |      |

| Legenda | 1º posto | 2º posto | 3º posto | A punti | Senza punti | Ritirato | Squalificato | NP=Non partito C=Gara cancellata | Apice=Power stage |

### WRC-2
| 2015 | Scuderia         | Vettura        |  |  |  |  |  |   |  |  |   |  |  |   |  |  |  |  | Punti | Pos. |
| ---- | ---------------- | -------------- |  |  |  |  |  | - |  |  | - |  |  | - |  |  |  |  | ----- | ---- |
| 2015 | Škoda Motorsport | Škoda Fabia R5 |  |  |  |  |  | 3 |  |  | 1 |  |  | 2 |  |  |  |  | 58    | 8º   |

| 2016 | Scuderia         | Vettura        |  |  |  |  |    |   |  |  |   |   |   |   |   |  |  |  | Punti | Pos. |
| ---- | ---------------- | -------------- |  |  |  |  | -- | - |  |  | - | - | - | - | - |  |  |  | ----- | ---- |
| 2016 | Škoda Motorsport | Škoda Fabia R5 |  |  |  |  | 10 | 2 |  |  | 2 | C | 2 | 1 | 4 |  |  |  | 92    | 4º   |

| 2017 | Scuderia                             | Vettura        |   |  |  |   |  |  |   |  |  |   |   |  |  |  |  |  | Punti | Pos. |
| ---- | ------------------------------------ | -------------- | - |  |  | - |  |  | - |  |  | - | - |  |  |  |  |  | ----- | ---- |
| 2017 | Škoda Motorsport Škoda Motorsport II | Škoda Fabia R5 | 2 |  |  | 7 |  |  | 1 |  |  | 2 | 2 |  |  |  |  |  | 79    | 4º   |

| 2018 | Scuderia                             | Vettura        |   |  |  |   |  |  |   |  |   |   |  |   |  |  |  |  | Punti | Pos. |
| ---- | ------------------------------------ | -------------- | - |  |  | - |  |  | - |  | - | - |  | - |  |  |  |  | ----- | ---- |
| 2018 | Škoda Motorsport II Škoda Motorsport | Škoda Fabia R5 | 1 |  |  | 1 |  |  | 1 |  | 1 | 1 |  | 2 |  |  |  |  | 143   | 1º   |

| 2020 | Scuderia     | Vettura                |  |  |  |  |  |  |   |  |  |  |  |  |  |  |  |  | Punti | Pos. |
| ---- | ------------ | ---------------------- |  |  |  |  |  |  | - |  |  |  |  |  |  |  |  |  | ----- | ---- |
| 2020 | Toksport WRT | Škoda Fabia Rally2 Evo |  |  |  |  |  |  | 3 |  |  |  |  |  |  |  |  |  | 15    | 8º   |

| Legenda | 1º posto | 2º posto | 3º posto | A punti | Senza punti | Ritirato | Squalificato | NP=Non partito C=Gara cancellata | Apice=Power stage |

### WRC-2 Pro
| 2019 | Scuderia         | Vettura                |  |  |  |  |  |  |   |   |  |   |   |   |   |  |  |  | Punti | Pos. |
| ---- | ---------------- | ---------------------- |  |  |  |  |  |  | - | - |  | - | - | - | - |  |  |  | ----- | ---- |
| 2019 | Škoda Motorsport | Škoda Fabia Rally2 Evo |  |  |  |  |  |  | 2 | 2 |  | 1 | 2 | 2 | 2 |  |  |  | 115   | 4º   |

| Legenda | 1º posto | 2º posto | 3º posto | A punti | Senza punti | Ritirato | Squalificato | NP=Non partito C=Gara cancellata | Apice=Power stage |